# Santa Lucía (Uruguai)
Santa Lucía és un municipi de l'Uruguai ubicat a l'oest del departament de Canelones.

## Geografia
El municipi rep el seu nom del riu Santa Lucía. Es troba 50 km al nord-oest de la capital del país, la ciutat de Montevideo.

## Història
Santa Lucía va ser fundada el 1782 amb el nom de Villa San Juan Bautista. El 15 de juny de 1925, pel decret 7.837, va rebre la categoria de "ciutat".

## Població
Segons les dades del cens de 2004, Santa Lucía tenia una població aproximada de 16.475 habitants.
| Any  | Població |
| ---- | -------- |
| 1963 | 12.633   |
| 1975 | 14.079   |
| 1985 | 14.951   |
| 1996 | 16.764   |
| 2004 | 16.475   |

Font: Institut Nacional d'Estadística de l'Uruguai

## Govern
L'alcalde de Santa Lucía és Raúl Estramín.

## Fills il·lustres
- José Cancela (1976), futbolista.
- Clemente Estable (1894-1976), escriptor.[4]

## Miscel·lània
Santa Lucía va ser l'escenari de la pel·lícula argentina El Faro (1997).